# Péter Aba
 (mars 2025).
Péter Aba († après 1294) est un aristocrate hongrois qui fut notamment Juge royal de 1279 à avril 1281.

## Biographie

### Famille
Finta nait dans la branche Széplak de la prestigieuse famille Aba, fils de l'ispán David Aba. Il a au moins deux frères: les palatins Amadé et Finta Aba, et une sœur qui se fiance à Simon Kacsics, de la branche Zagyvafő, en 1290.

### Carrière
Sous le règne du roi Ladislas IV de Hongrie lui et ses frères participent activement aux intrigues claniques et batailles pour le trône. Grand officier du royaume, il fut Maître de cavalerie (1274-1279), ispán de Szolgagyőri (1274-1274), de Hátszeg (1276) et de Somlyó (1277), comte des Saxons (1279) et Maître du trésor (1281-1283).
Après la mort de László IV (1290), il se rallie au nouveau roi de Hongrie André III. En 1291, il se distingue dans la campagne contre le duc autrichien Albert. Il participe en 1294 à la campagne du roi contre le clan Borsa (hu) lorsqu'il est grièvement blessé au château d'Adorján dans le comté de Szatmár. En l'absence de fils, ses biens reviennent à son jeune frère Amadé.

## Sources
- László Markó: A magyar állam főméltóságai Szent Istvántól napjainkig  (ISBN 9632089707)
- Magyar nagylexikon I. (A–Anc). László, Rostás Sándor. Budapest: Akadémiai. 1993. 11. o.  (ISBN 963-05-6612-5)
- Gyula Kristó: A rozgonyi csata. Akadémiai Kiadó, Budapest, 1978.  (ISBN 963 05 1461 3)